# مارتن سييم
مارتن سييم (بالنرويجية البوكمول: Martin Siem)‏ هو مهندس نرويجي، ولد في 6 يناير 1915 في هورتن في النرويج، وتوفي في 3 نوفمبر 1996 في أوسلو في النرويج.